# 彭国珍
彭国珍（1927年—1991年），艺名状元红，女，云南昆明人，中国滇剧表演艺术家，曾任第二届全国政协委员。